# NGC 455
NGC 455 ist eine linsenförmige Galaxie vom Hubble-Typ S0 im Sternbild Fische auf der Ekliptik. Sie ist rund 264 Millionen Lichtjahre von der Milchstraße entfernt und hat einen Durchmesser von etwa 155.000 Lichtjahren. Halton Arp gliederte seinen Katalog ungewöhnlicher Galaxien nach rein morphologischen Kriterien in Gruppen. Diese Galaxie gehört zu der Klasse Galaxien mit diffusen Filamenten.
Im selben Himmelsareal befinden sich u. a. die Galaxien NGC 437 und NGC 446.
Das Objekt wurde am 27. Oktober 1864 von Albert Marth entdeckt.

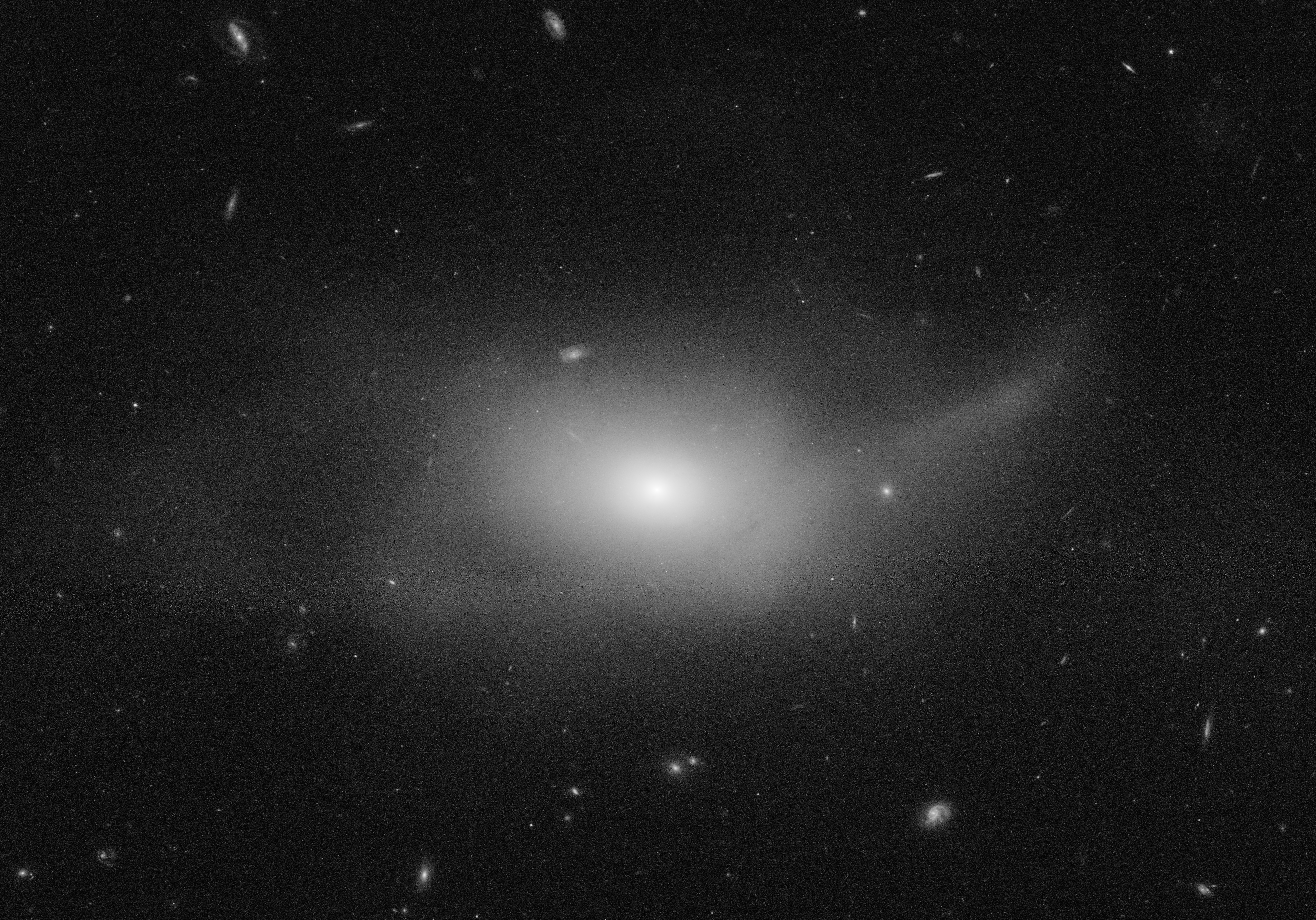
Aufnahme mithilfe des Hubble-Weltraumteleskops